# Typhlonereis gracilis
Typhlonereis gracilis är en ringmaskart som beskrevs av Hansen 1878. Typhlonereis gracilis ingår i släktet Typhlonereis och familjen Nereididae. Inga underarter finns listade i Catalogue of Life.